# Nicolaas IV Hoen

Familiewapen Van Hoensbroeck

Nicolaas IV Hoen, ook wel Nicolaas IV van Hoensbroeck genoemd, is overleden in 1516. Hij was de zoon van Nicolaas III van Hoensbroeck, en Agnes Bock van Lichtenberg erfvrouwe van Neercanne. 
Nicolaas was de 5e heer van Hoensbroek van 1474 tot 1516 en leenman van Haren en Ten Eelen.
Hij trouwde ca. 1472 met Joanna van Corswarem (ca. 1435 - 20 december 1487) de dochter van Arnold VI van Corswarem (overleden op 30 juli 1479) en Agnes Maria van Waroux-Warfusée. Arnold VI en Agnes zijn mede voorouders van Lady Diana Spencer.
Uit het huwelijk van Nicolaas en Johanna zijn geboren: 
- Agnes Hoen (ca. 1460-)
- Herman IV Hoen 1e Kanunnik van Luik en Maastricht 1516-1543 en 6e heer van Hoensbroek 1516-1543 en ridder
- Willem Hoen heer van de Weijer (ca. 1475-1538)